# اللجنة الأمريكية العربية لمكافحة التمييز
اللجنة الأمريكية العربية لمكافحة التمييز ( ADC ) هي أكبر منظمة شعبية للدفاع عن الحقوق المدنية للعرب الأمريكيين في الولايات المتحدة. ووفقًا لصفحتها على الإنترنت، فهي مفتوحة للأشخاص من جميع الخلفيات والأديان والأعراق ولديها شبكة وطنية من الفروع والأعضاء في جميع الولايات الخمسين. وتزعم أن ثلاثة ملايين أمريكي تعود أصولهم إلى الدول العربية.[بحاجة لمصدر]
تسعى اللجنة العربية الأمريكية للدفاع عن العرب إلى وتمكين الأمريكيين العرب، من الحقوق المدنية، وتعزيز التراث الثقافي العربي، وتشجيع المشاركة المدنية، وتشجيع سياسة أمريكية متوازنة في الشرق الأوسط، ودعم الحرية والتنمية في العالم العربي. وللجنة عدد من البرامج لمكافحة التمييز والتحيز ضد الأمريكيين العرب، بما في ذلك الصور النمطية عن العرب في الولايات المتحدة. إن اللجنة عضو في مؤتمر القيادة بشأن الحقوق المدنية وحقوق الإنسان [الإنجليزية]، وتشغل مقعدًا في مجلس إدارة مؤتمر القيادة الوطني.
تأسست منظمة الدفاع عن الحقوق العربية في عام 1980 على يد جيمس أبو رزق، أول عضو عربي أمريكي في مجلس الشّيوخ الأمريكي [الإنجليزية]، والناشط السياسي العربي الأمريكي جيمس زغبي .[بحاجة لمصدر] إن سامر خلف، وهو محام من ولاية نيوجيرسي كان عضوًا في المجلس الوطني واللجنة التنفيذية، وهو المدير القانوني المؤقت السابق، وقد أصبح رئيسًا وطنيًا للجنة في كانون الأول 2013.

## المنظمة
يقدم القسم القانوني للجنة الاستشارات في قضايا التمييز والتشهير وجرائم الكراهية ويقدم المساعدة في الدعاوى القضائية المختارة. منذ هجمات الحادي عشر من سبتمبر، تعامل محامو اللجنة مع مئات القضايا ضد شركات الطيران وأصحاب العمل بسبب التمييز على أساس العرق والأصل القومي وضد حكومة الولايات المتحدة بسبب الاعتقالات التمييزية للعرب والمسلمين دون سبب معقول.
تعمل إدارة الشؤون الحكومية مع الكونجرس الأمريكي والبيت الأبيض ووزارة الخارجية الأمريكية ووزارة العدل، فضلًا عن الوكالات الحكومية الأخرى لتعزيز مصالح المجتمع. يمكن لمواطني الولايات المتحدة الأعضاء في اللجنة المساهمة في لجنة العمل السياسي (PAC) لدعم المرشحين السياسيين للمناصب الفيدرالية.
كان من بين المتحدثين في المؤتمر مسؤولون حكوميون مثل ضابط الحقوق المدنية في وزارة الأمن الداخلي دانيال دبليو ساذرلاند  ووزير خارجية الولايات المتحدة آنذاك كولن إل باول.

## الرابطة الوطنية للعرب الأمريكيين
كانت الجمعية الوطنية للأمريكيين العرب (NAAA) مجموعة مناصرة سياسية للأمريكيين العرب والتي كانت موجودة بين عامي 1972 و2002. ركزت على الضغط على الحكومة الفيدرالية بشأن إيقاف توريد السلاح لإسرائيل وإيقاف الدعم في عمليات الإبادة الإسرائيلية. في كتاب صدر عام 2006، اعتبر الباحث جريجوري أورفاليا أن هذه المنظمة هي واحدة من أكثر المنظمات الثلاث نفوذًا في مجال الدفاع عن الحقوق العربية الأميركية، إلى جانب رابطة خريجي الجامعات العربية الأميركية (AAUG) والرابطة الأميركية للدفاع عن الحقوق العربية.[بحاجة لمصدر]
في ذروة نفوذها في سبعينيات القرن العشرين، بلغ عدد أعضاء الرابطة الوطنية لألعاب القوى حوالي 200 ألف عضو. كانت أول منظمة عربية أمريكية تسجل رسميًا كجماعة ضغط. على عكس جماعات المناصرة العربية الأمريكية السابقة مثل رابطة الخريجين العرب الأمريكيين، كانت هذه الرابطة تتكون في المقام الأول من الجيل الثاني والثالث من العرب الأمريكيين الذين لديهم روابط مباشرة أقل مع مجتمعات الشرق الأوسط.